# Xian de Nanhua
Le xian de Nanhua (南华县 ; pinyin : Nánhuá Xiàn) est un district administratif de la province du Yunnan en Chine. Il est placé sous la juridiction de la préfecture autonome yi de Chuxiong.

## Démographie
La population du district était de 226 270 habitants en 1999.